# Ølst
Ølst er en landsby ved Alling Å cirka 800 m vest for Nordjyske Motorvej og 8 km syd for Randers centrum. I landsbyen findes Ølst Kirke fra 1100-tallet. Gennem landsbyen passerer Gammel Århusvej/Sekundærrute 180. Lidt sydvest for landsbyen findes miljøvirksomheden Nordic Waste, hvorfra et enormt jordskred med start i december 2023 truer med at begrave landsbyen og dens omgivelser.
Landsbyen har lagt navn til Ølstformationen på grund af 2 nærliggende lergrave, hvor den kan ses.
Ølst ligger i Ølst Sogn og Randers Kommune. Fra 1842 til 1970 lå Ølst i Haslund-Ølst Sognekommune. I 1970 kom byen ved kommunalreformen med i Randers Kommune (1970-2006).